# Berit Andnor
Berit Andnor Bylund (ur. 20 listopada 1954 w Göteborgu) – szwedzka polityk, działaczka Szwedzkiej Socjaldemokratycznej Partii Robotniczej, posłanka do Riksdagu, w latach 2002–2006 minister.

## Życiorys
Z wykształcenia pracownik socjalny, kształciła się w Socialhögskolan i Östersund, uzyskując dyplom w 1977. Pracowała w administracji gminy Haninge (1976–1978), następnie w służbach społecznych gminy Berg (od 1981 jako dyrektor). Zaangażowała się w działalność polityczną w ramach Szwedzkiej Socjaldemokratycznej Partii Robotniczej. W latach 1982–1991 była radną regionu Jämtland.
W 1991 po raz pierwszy została posłanką do Riksdagu. W szwedzkim parlamencie zasiadała do 2010. Od 1995 do 2003 była członkinią zarządu organizacji kobiecej afiliowanej przy socjaldemokratach.
W latach 2002–2006 wchodziła w skład rządu Görana Perssona. Początkowo była ministrem bez teki odpowiedzialnym za sprawy dzieci i rodziny, następnie w latach 2004–2006 kierowała resortem spraw społecznych. Od 2011 do 2017 była gubernatorem regionu Blekinge.